# José Fernández (labdarúgó, 1939)
José Fernández Santini (San Vicente de Cañete, 1939. február 14. –) válogatott perui labdarúgó, hátvéd, edző.

## Pályafutása

### Klubcsapatban
1957 és 1970 között az Universitario, 1971 és 1975 között a Defensor Lima labdarúgója volt. Az Universitarióval hat, a Defensorral egy perui bajnoki címet nyert.

### A válogatottban
1959 és 1973 között 37 alkalommal szerepelt a perui válogatottban és két gólt szerzett. Tagja volt az 1970-es mexikói világbajnokságon résztvevő csapatnak.

### Edzőként
1974–75-ben a Defensor Lima, 1977-ben az Universitario, 1978–79-ben a Sporting Cristal, 1980-ban a Melgar, 1981-ben a León de Huánuco, 1984–85-ben a Colegio Nacional de Iquitos, 1985-ben a Juventud La Joya, 1986-ban a San Agustín és a Juventud La Palma vezetőedzője volt. 1988–89-ben a perui válogatottnál dolgozott. 1989-ban az Alianza Atlético, 1989–90-ben ismét a Defensor Lima, 1994-ben a Carlos A. Manucci, 1995-ben a Ciclista Lima szakmai munkáját irányította.

## Sikerei, díjai
Universitario
- Perui bajnokság
  - bajnok (6): 1959, 1960, 1964, 1966, 1967, 1969

 Defensor Lima
- Perui bajnokság
  - bajnok: 1973